# Мисс Марпл Агаты Кристи
«Мисс Марпл Агаты Кристи» (англ. Agatha Christie’s Marple) — британский телевизионный сериал по мотивам произведений Агаты Кристи, включающих в себя истории о мисс Марпл и других детективах, раскрывающих убийства. Главную героиню сыграла Джеральдин Макьюэн от первого до третьего сезона, а потом, после ухода актрисы на пенсию, роль мисс Марпл исполнила Джулия Маккензи. Каждый эпизод известен тем, что многие известные актёры исполнили главные роли. Макьюэн номинировалась на премию «Спутник» в 2005 году за роль в первом сезоне.
Сериал транслировался на ITV с 2004 по 2013 год, на протяжении шести сезонов, состоящих из нескольких эпизодов, хронометражем около 90 минут. Сериал был закрыт после шести сезонов, так как BBC приобрела права на производство адаптаций произведений Агаты Кристи.

## Синопсис
В центре сюжета сериала находилась старая дева мисс Джейн Марпл, проживающая в тихой деревне Сент Мэри Мид. Во время частых визитов к своим родственникам она часто натыкается на загадочные убийства, в раскрытии которых принимает участие.
Важная черта сериала — весьма вольное обращение с сюжетами Кристи. В истории, где мисс Марпл изначально не присутствовала (например, «Конь бледный» и «Почему не спросили Эванс?»), она введена в качестве одного из главных действующих лиц, наряду с детективами-любителями, искавшими преступников в оригинальных романах. Многие сюжеты переписаны кардинально, с изменением социальной роли второстепенных героев, их мотиваций и действий, а нередко — и с трансформацией финала, иной разгадкой. Сериал тяготеет к избыточности и некоторой карнавализации. Вместо обычных жителей английской глубинки здесь часто действуют монахини, артисты комического театра, воспитанники китайского сиротского приюта и прочие колоритные персонажи. В первых сезонах с участием Джеральдин Макьюэн заметно комическое начало. После замены ведущей актрисы иронии становится меньше, зато возрастает атмосферность. Отдельные серии по своему настроению похожи скорее на триллер, чем на классический детектив.

## Актёры и персонажи
- Джеральдин Макьюэн — мисс Джейн Марпл (2004—2009)
- Джулия Маккензи — мисс Джейн Марпл (2009—2013)
- Джоанна Ламли — Долли Бантри, подруга мисс Марпл
- Джеймс Фокс — Артур Бантри, муж миссис Бантри
- Иэн Ричардсон — Конвей Джеферсон
- Саймон Каллоу — полковник Теренс Мелчетт
- Джек Дэвенпорт — суперинтендант Харпер
- Робин Сайонс — доктор Хейдок
- Джейми Фикстоун — Марк Гаскэлл
- Мэри Стокли — Джозефина Тернер
- Тара Фицджеральд — Аделаида Джеферсон
- Стивен Томпкинсон — старший инспектор Слэк
- Джейн Эшер — миссис Сильвия Лэстер
- Дерек Джейкоби — полковник Люциус Протеро
- Джейсон Флеминг — Лоуренс Реддинг
- Аманда Холден — Люси Элсбарроу
- Роб Брайден — старший инспектор Одри
- Джон Ханна — суперинтендант Кэмбл
- Вирджиния Маккенна — Белла Годлер
- Зои Уонамейкер — Летиссия Блеклок
- Кэтрин Тейт — Митци Косински
- Александр Армстронг — старший инспектор Крэддок
- Фил Дэвис — доктор Джеймс Кеннеди
- Анна-Луиз Плауман — Хелен Мардсен
- София Майлс — Гвенда Холлидей
- Ричард Бреммер — мистер Симс
- Розалинд Найт — Патридж
- Фрэнсис де ла Тур — Моуд Дэйн Каллтроп
- Расс Эббот — полковник Артур Праймер
- Кейф Аллан — старший инспектор Грейвз
- Эмилия Фокс — Джоанна Бартон
- Энтони Эндрюс — Томми Бересфорд
- Грета Скакки — Таппенс Бересфорд
- Тимоти Далтон — капитан Клайв Тревильян
- Стивен Манган — старший инспектор Берд
- Том Бейкер — Фредерик Трэвес
- Люси Коу — Патриция Фортескью
- Бенедикт Камбербэтч — Люк Фицвильям
- Ричард Грант — Рэймонд Уэст
- Ширли Хендерсон — Онория Уэйнфлит
- Алекс Дженнингс — старший инспектор Карри
- Джун Уитфилд — миссис Ланкастер
- Фредди Фокс — Том Саваш
- Фиона Шоу — Кэтрин Гриншоу